# Организъм
В биологията организмът (Gaeabionta, Biota, Vitae, Eobionti или Bionta) е съвкупност от съгласувани системи от органи. Това е също съвкупност от всички съставни елементи на живото тяло. Организмът е изграден от една или множество клетки. Многоклетъчните организми са изградени от два вида клетки – телесни (соматични) и размножителни. Телесните изграждат всички органи, а размножителните дават начало на нов организъм. Най-общото разделение е според вида на клетките. Към надцарство Прокариоти спадат бактериите, а към надцарство Еукариоти – животните, растенията, гъбите и част от микроорганизмите. Според начина на дишане организмите се разделят на аероби или анаероби, а според начина на хранене – самостойни (автотрофи, каквито са растенията, които сами набавят хранителни вещества за съществуването си чрез процеса фотосинтеза и наличните абиотични ресурси в средата) или несамостойни (всеядни, растителноядни и други).
Организмите се отличават със следните характерни черти:
- Хранене
- Храносмилане
- Дишане
  - Вдишване
  - Издишване
- Фотосинтеза
- Отделяне
- Растеж
  - По ограничеността
    - Ограничен растеж
    - Неограничен растеж

  - По скоростта
    - Алометричен растеж
    - Изометричен растеж
- Развитие
- Размножаване
  - Безполово размножаване
    - Чрез делене – бинарно делене
    - Чрез пъпкуване
    - Чрез разкъсване (фрагментация)
    - Чрез спори – спорогенеза
    - Вегетативно размножаване
      - Чрез клубени
      - Чрез листа

    - Партеногенеза
    - Клониране

  - Полово размножаване
- Реагиране на дразнения
- Движение

Те обаче не са универсални. Много организми не могат да се движат самостоятелно и не реагират пряко на дразненията около тях.

## Биологична организация
В нарастващ ред, организмът е устроен по следният начин:
- Кварк (горен кварк и долен кварк)
  - Субатомна частица (протон, неутрон и електрон)
    - Атом
      - Молекула
        - Органела
          - Клетка
            - Тъкан
              - Орган
                - Система от органи
                  - Организъм

## Организация вприродата
- Популация (група)
  - Биоценоза (съобщество)
    - Екосистема
      - Биосфера

## Цялостност на организма
Цялостност на организма е функционалното единство на организма, осъществено от строгата съгласуваност в жизнената дейност на всички клетки, тъкани, органи и системи. При животинските организми това се постига чрез дейността на нервната система, която свързва и обединява всички живи елементи на организма в единно цяло, като ги уравновесява с външната среда. В дейността на нервната система се включва и регулираната от нея ендокринна система (нервнохуморална регулация), която излива продуктите си в кръвта и по кръвен път пренася влиянието на нервната система върху различните телесни състави и функции. Нервната система получава информации от вътрешната и външната чрез интерорецепторите и екстерорецепторите; в кората на главния мозък се образуват „програмите“, а чрез обратна връзка се осигурява тяхното изпълнение, управление и регулация.

## Структура на организмите
Всички организми са изградени от едни и същи градивни единици наречени клетки. Някои организми са съставени само от една клетка (едноклетъчни) докато други от много клетки (многоклетъчни). При многоклетъчните организми има специализиране на отделните клетки към определена функция. Група от такива специализирани клетки се нарича тъкан, като при животните има четири основни вида тъкан епителна тъкан, нервна тъкан, мускулна тъкан и съединителна тъкан. Различните видове тъкан работят заедно формирайки органи, отговорни за конкретна функция (например изпомпването на кръв се извършва от сърцето; ограничаването от околната среда от кожата; преработването на токсини от черния дроб и т.н.). Различните органи имащи отношение към една и съща функция формират системи, например храносмилателна система, отделителна система.
- Телца на Белт на листата на Acacia cinigera
- Калус на тютюна
- Плод на вишната и костилката му
- Полиний на цвета на фаленопсиса
- Зародиш в разреза на плода на ориза
- Цефалий на Melocactus matanzanus
- Розетка на листата в основата на глухарчето
- Оматидий
- Млади плодни тела при зелената мухоморка и гъба булка
- Микроскопска снимка на радулата на Aplysia juliana
- Съединение на кости на черепа посредством връзката (шев), покрита от общата надкостница
- Стомах

Химичните елементи, изграждащи организмите са:
- H, C, N, O, P, S – около 99%
- Na, Mg, Cl, Ca, K – от 0,01 до 1%
- B, F, V, Si, Cu, Zn, Mn, Fe, Co, Mo – около 0,001%

### Клетката
Клетката е най-малката структурна и функционална единица на организмите. Всички организми са изградени от клетки; всяка клетка произхожда от друга клетка. Клетките са носители на всички функции на организмите както и на наследствената информация за организма.
Всички клетки имат сходен строеж. Отвън са ограничени от клетъчна мембрана, която отделя вътрешността на клетката от околната среда, като контролира навлизането и излизането на вещества от клетката. Отвътре на мембраната е разположен колоиден разтвор, цитоплазма, която заема обема на клетката. Всяка клетка притежава собствена ДНК, наследствения материал, съдържащ информацията необходима за синтеза на собствените структури.
Всички клетки споделят следните общи характеристики:
- Възпроизводство чрез клетъчно делене (просто делене, митоза, мейоза или амитоза).
- Реализират генетичната информация съхранена в ДНК, чрез посредничеството на РНК до крайния функционално значим продукт протеин.
- Метаболизъм, приемат от околната среда вещества, които преработват и отделят в нея крайните продукти на тази преработка. Използват химическата енергия съхранена в тези вещества.
- Реагират в промени на параметрите на външната и вътрешната среда.
- Клетката е ограничена от клетъчна мембрана изградена от протеини разположени сред фосфолипиден бислой.

## Видове организми
Според множество от своите характеристики и особености организмите се поделят на различни подгрупи с цел по-лесното им изучаване, откриване на общи закономерности и установяване на техните взаимовръзки. Организми според:
- Консумацията на кислород:
  - Аероби – такива чийто метаболизъм е зависим от използването на кислород. Повечето днес живеещи организми са аероби.
  - Анаероби – не се нуждаят от кислород, а в повечето случаи той е силно токсичен за тях. Преди появата на процеса фотосинтеза и насищането на земната атмосфера с кислород, всички съществуващи организми са били анаероби. Днес те се срещат изключително рядко поради повсеместното разпространение на кислород, като обитават крайно неприветливи хабитати. Заради тази си особеност често голяма част от тях се наричат екстремофили.
    - Факултативни анаероби – организми способни да съществуват както в присъствието така и в отсъствието на кислород. Такива са бирените дрожди.
- Източник на енергия:
  - Автотрофи – автотрофите са способни сами да си набавят необходимата им енергия от околната среда, според източника ѝ се делят на:
    - Фотоавтотрофи – извършват процеса фотосинтеза използвайки слънчевата енергия за производството на органични съединения от неорганични. Към тази група спадат всички зелени растения, водораслите, синьо-зелените бактерии и други.
    - Хемоавтотрофи – за да поддържат жизнените си функции използват енергията освободена при окислението на различни вещества като сероводород, метан, сяра и други. Представителите на тази група са изключително микроорганизми, предимно бактерии и архебактерии.

  - Хетеротрофи – получават готови органични съединения за сметка на автотрофите. Тук спадат всички животни, фунги както и редица представители на първаците. Хетеротрофите биват:
    - Свободно живеещи – такива, които използват готова органична материя, продукт на други организми, които са загинали или загиват непосредствено след акта на приемана на органичната материя.
    - Паразити – използват органична материя от живи организми нанасяйки им вреда.

### Вируси
Вирусите са особена категория, защото не се приемат като организми, тъй като не са способни на самостоятелно „размножаване“ (мултиплициране), както нямат и собствен метаболизъм. Това поражда извести спорове, тъй като са известни клетъчни организми неспособни да съществуват самостоятелно, но те все пак имат собствен метаболизъм и репродукция. Вирусите са облигативни вътреклетъчни паразити. Въпреки че притежават собствена генетична информация и кодират някои уникални ензими, те нямат характеристиките на живите създания, защото не притежават функционален генетичен апарат, липсва собствен белтък-синтезиращ апарат и нямат собствен метаболизъм. Тези им характеристики са несъвместими с представите ни за организъм, а те съществуват и се мултиплицират окупирайки генетичния и белтъчния апарат на клетката гостоприемник. В този контекст те са по-близо до неживата природа. Въпреки това вирусите притежават собствен геном, който се подчинява на общите принципи за наследственост, изменчивост и еволюция. Всички тези факти взети заедно правят поставянето им сред живите организми твърде условно и дискутируемо.

## Произход на организмите
В биологията, според теорията на универсалния общ произход, всички организми на Земята са потомци на общ предшественик или общ генетичен пул. Доказателства за общия произход могат да се открият в особености споделяни от всички живи организми.
Днес все още има дебат около това дали всички организми произхождат от общ предшественик, известен и като „последен универсален предшественик“. Универсалността на генетичния код предполага и общ произход. Така например всички организми използват нуклеиновите киселини за да кодират наследствената си информация, както и универсални 20 канонични аминокиселини са изграждането на протеините.
„Последният универсален предшественик“ или „Последният общ универсален предшественик“ е име, което се дава на хипотетичен едноклетъчен организъм, от когото са се развили всички видове живот по земята, съществувал преди около 3.5 до 3.8 милиарда години.Тази хипотеза обаче среща редица трудности и опровержения, като например универсалността на генетичния код, при който, са открити много вариации, в това число и алтернативно митохондриално кодиране.